# David Tuss
David Jonah Tuss ist ein US-amerikanischer Illustrator und Sportler.
David Tuss wuchs in Clancy auf. Er schloss 2006 sein Studium der Biologie und Kunstgeschichte an der University of Montana ab und arbeitet seitdem als freiberuflicher Illustrator mit der Spezialisierung auf biologische Illustrationen. Seit 2008 hat er an mehreren Buchpublikationen in diesem Bereich mitgewirkt. Seit 2008 arbeitet er zudem ehrenamtlich am Missoula Art Museum.
Seit dem Studium ist Tuss als Leichtathlet, Skilangläufer und Biathlet aktiv, seine größten Erfolge feierte er im Biathlonsport. In der Gesamtwertung des Biathlon-NorAm-Cup der Saison 2010/11 belegte er den 24. Platz. Bei den Nordamerikanischen Meisterschaften im Biathlon 2011 in Whistler wurde Tuss mit vier Fehlern Neunter des Sprints wie auch des Verfolgungsrennens. In der Saison 2011/12 wurde der unabhängige Athlet, der für keinen Verein startet, Zehnter der NorAm-Cup-Gesamtwertung.

## Belege
1. ↑  Sprintresultate (Memento vom 9. November 2013 im Internet Archive) (PDF; 166 kB), Verfolgungsrennen (Memento vom 13. Februar 2014 im Internet Archive) (PDF; 135 kB)
2. ↑  Gesamtwertung (Memento vom 13. Februar 2014 im Internet Archive) (PDF; 570 kB) des NorAm-Cups 2011/12

| Personendaten    | Personendaten                              |
| ---------------- | ------------------------------------------ |
| NAME             | Tuss, David                                |
| ALTERNATIVNAMEN  | Tuss, David Jonah                          |
| KURZBESCHREIBUNG | US-amerikanischer Illustrator und Sportler |
| GEBURTSDATUM     | 20. Jahrhundert                            |